# Centrum Kultury Podgórza
Centrum Kultury Podgórza (CKP, CK Podgórza; do 2017 Dom Kultury „Podgórze”, DKP) – krakowska miejska instytucja kultury, powstała w 1984 roku i działająca na terenie historycznej dzielnicy Podgórze (zgodnie z aktualnym podziałem administracyjnym miasta obejmującej dzielnice: VIII (Dębniki), IX (Łagiewniki-Borek Fałęcki), X (Swoszowice), XI (Podgórze Duchackie), XII (Bieżanów-Prokocim) oraz XIII (Podgórze)). CKP tworzy siedziba główna przy ul. Sokolskiej 13 w Podgórzu oraz 18 filii. Dyrektorką Centrum jest Anna Grabowska.

## Historia
CKP powstało w 1984 roku jako Dom Kultury „Podgórze”. Pierwotna siedziba instytucji mieściła się przy ul. Cechowej 19, skąd już w kolejnym roku przeniosła się na ul. Józefińską 16. W 1987 nastąpiło przeniesienie do kamienicy na Rynku Podgórskim 14, jednak w 1992 roku w następstwie jej reprywatyzacji DKP znalazł nową siedzibę przy ul. Krasickiego 18. W 2011 DKP wprowadził się do budynku dawnej Szkoły Podstawowej Męskiej nr 24 im. Tadeusza Kościuszki przy ul. Sokolskiej 13, gdzie pozostaje do dziś, od 2017 roku nosząc nazwę Centrum Kultury Podgórza.
Początkowo pod opieką instytucji pozostawało 10 klubów osiedlowych, systematycznie jednak liczba placówek afiliowanych zwiększała się, osiągając wraz z otwarciem Klubu Aleksandry w grudniu 2018 roku liczbę 18.

## Działalność
Obszar działania CKP stanowi działalność kulturalna, wśród celów której wymienia: „edukację i wychowanie poprzez sztukę, rozbudzanie zainteresowań sztuką oraz rozwijanie i promowanie talentów w jej różnych dziedzinach”. Oprócz tego Centrum dąży do integrowania lokalnej społeczności za pomocą kultury. CKP organizuje także szereg projektów o charakterze cyklicznym, do których należą: Tradycyjne Święto Rękawki na Kopcu Krakusa, Koncert Noworoczny, Podgórskie Letnie Koncerty, Tynieckie Recitale Organowe, Podgórska Jesień Kulturalna, cykl Solvay Nocą oraz Dni Komedii dell'Arte.

### Tradycyjne Święto Rękawki

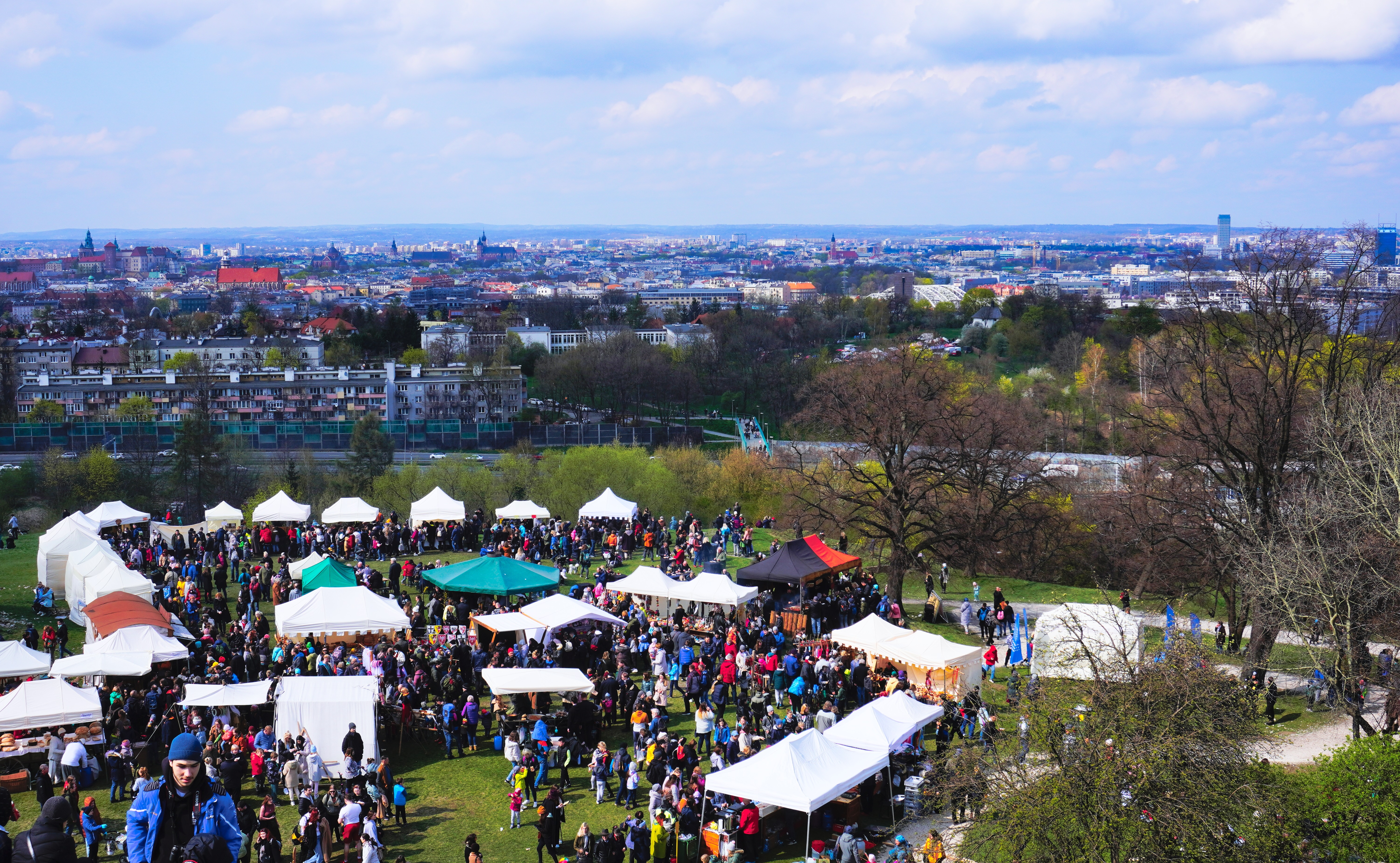
Tradycyjne Święto Rękawki 2022 – widok z Kopca Kraka na obchody święta pod kopcem oraz na Wzgórzu Lasoty, w oddali centrum Krakowa

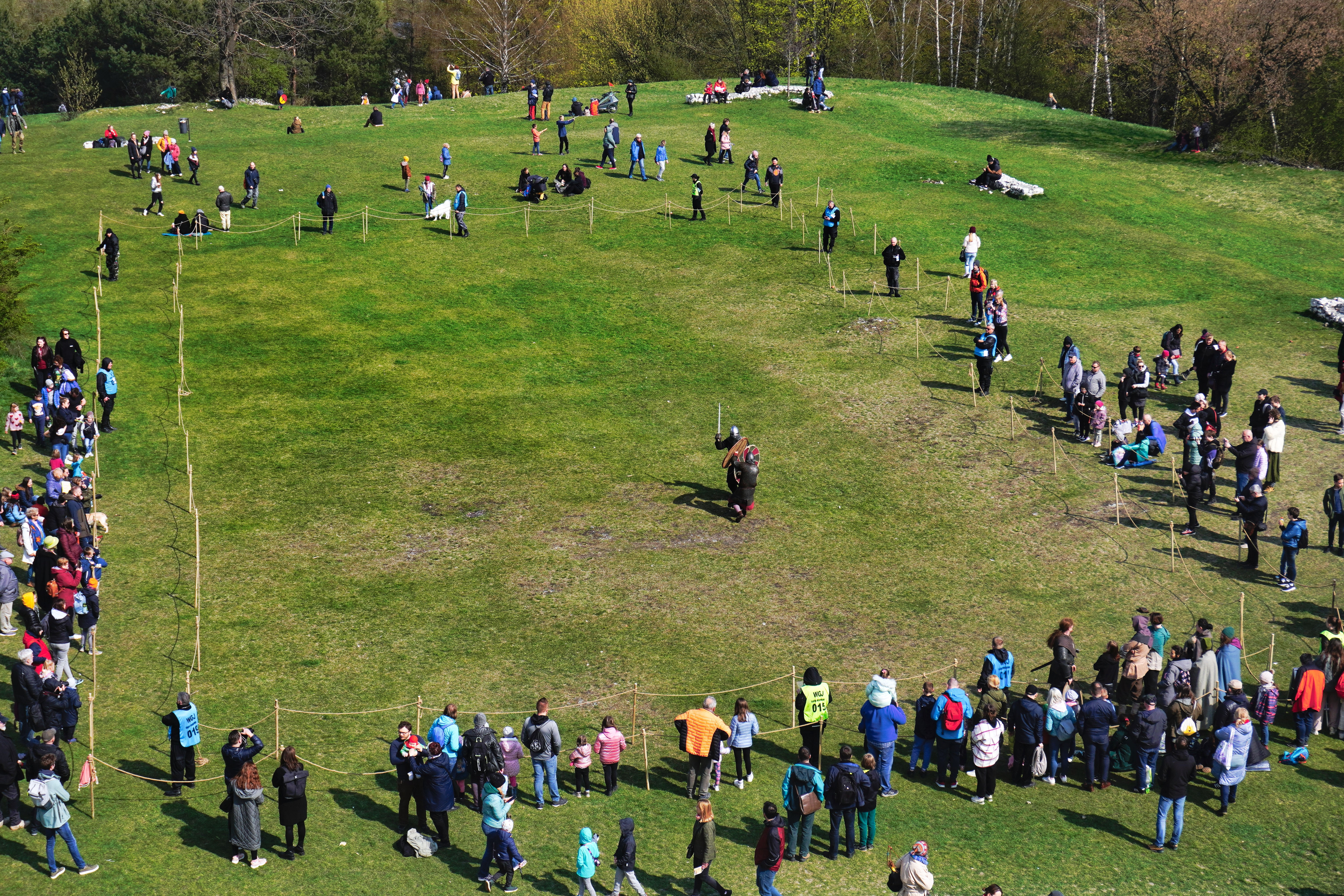
Tradycyjne Święto Rękawki 2022 – pojedynek wojów

Od 2001 roku Centrum Kultury Podgórza we współpracy z Drużyną Wojów Wiślańskich „Krak” organizuje festyn „Tradycyjne Święto Rękawki”, odbywający się we wtorek po katolickiej Wielkanocy na kopcu Kraka. Ideą przewodnią festynu jest rekonstrukcja historyczna wczesnośredniowiecznej, przedchrześcijańskiej obrzędowości słowiańskiej związanej z powitaniem wiosny oraz kultem zmarłych, połączona z odtwarzaniem krakowskiego święta Rękawki (lokalnej odmiany Radonicy – wiosennego święta zmarłych) w kształcie znanym z XIX-wiecznych opisów. Program wydarzenia zawiera zarówno elementy stałe, jak i okazjonalne. Wśród tych pierwszych znajdują się rekonstrukcje życia w średniowiecznych osadach, przedstawienia z udziałem wojów: bieg wokół kopca oraz bitwa, a także inscenizacje dawnych obrzędów wiosennych.

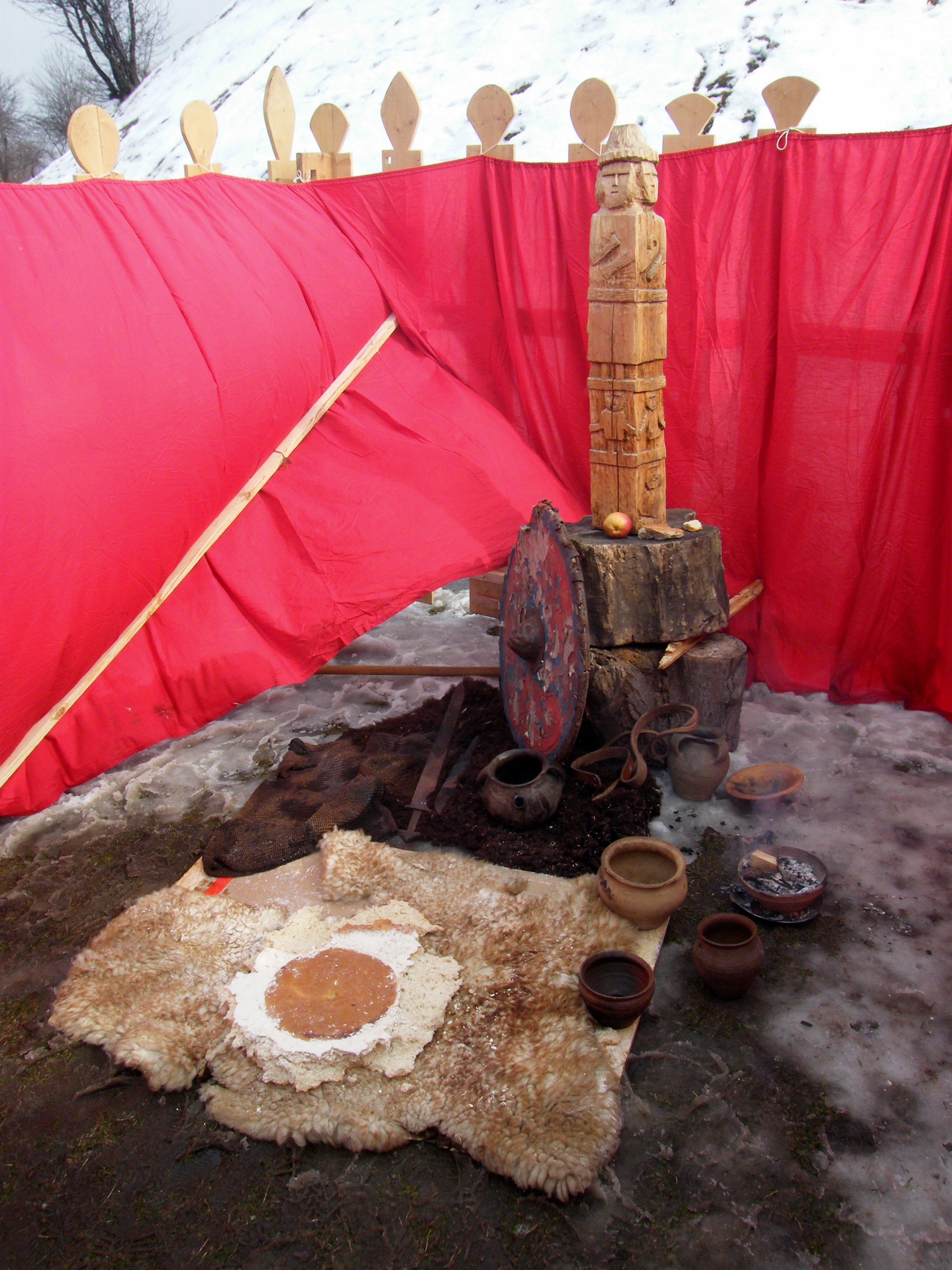
Tradycyjne Święto Rękawki 2013 – rekonstrukcja słowiańskiej kąciny z repliką Światowida

Podczas Tradycyjnego Święta Rękawki obecne są liczne nawiązania do rodzimych wierzeń Słowian: uroczystości zaczyna toczenie darów ofiarnych z kopca Kraka (w którym czynnie uczestniczą wyłącznie rekonstruktorzy), połączone z powitaniem wiosny oraz uroczystym rozpaleniem ognia na jego szczycie. Prezentowana jest również wróżba z kołaczem (znana ze świątyni Świętowita w Arkonie), mająca prognozować dolę miasta na najbliższy rok, a także inscenizacja słowiańskiego obrzędu pogrzebowego (tryzny), podkreślająca związek święta z kultem zmarłych.
W latach 2020–2021 festyn nie odbywał się ze względu na pandemię COVID-19.
| Edycja | Data             | Temat przewodni                                       |
| ------ | ---------------- | ----------------------------------------------------- |
| I      | 17 kwietnia 2001 | b.d.                                                  |
| II     | 2 kwietnia 2002  | b.d.                                                  |
| III    | 22 kwietnia 2003 | „Pląsy – Korowody – Igrce”                            |
| IV     | 13 kwietnia 2004 | b.d.                                                  |
| V      | 29 marca 2005    | „Praca w średniowieczu”                               |
| VI     | 18 kwietnia 2006 | „Konkury i śluby, czyli jak Słowianie miłowali”       |
| VII    | 10 kwietnia 2007 | „Początki grodu Kraka”                                |
| VIII   | 25 marca 2008    | „Człowiek i muzyka w świecie wczesnego średniowiecza” |
| IX     | 14 kwietnia 2009 | b.d.                                                  |
| X      | 6 kwietnia 2010  | „Życie woja i białki – od narodzin do śmierci”        |
| XI     | 26 kwietnia 2011 | „W cieniu świętego dębu”                              |
| XII    | 10 kwietnia 2012 | b.d.                                                  |
| XIII   | 2 kwietnia 2013  | b.d.                                                  |
| XIV    | 22 kwietnia 2014 | „Baby”                                                |
| XV     | 7 kwietnia 2015  | „Ludzie i nieludzie"                                  |
| XVI    | 29 marca 2016    | „Bogowie i ludzie – panteon bogów słowiańskich”       |
| XVII   | 18 kwietnia 2017 | „Książę silny wielce, siedzący na Wiśle”              |
| XVIII  | 3 kwietnia 2018  | „Słowiańskie zaświaty”                                |
| XIX    | 23 kwietnia 2019 | „Zdrowia, szczęścia. Niech się darzy…”                |
| XX     | 19 kwietnia 2022 | „Klechdy i podania krakowskie”                        |
| XXI    | 11 kwietnia 2023 | „Przybycie Słowian do kraju nad Wisłą”                |

## Oddziały
Obecnie (2022) funkcjonują następujące oddziały CKP:
| Oddział                            | Adres                                            | Dzielnica                       | Data powstania   | Strona WWW                       | Zdjęcie |
| ---------------------------------- | ------------------------------------------------ | ------------------------------- | ---------------- | -------------------------------- | ------- |
| Siedziba Główna                    | ul. Sokolska 13 30-510 Kraków                    | dz. XIII Podgórze               | 1984             | http://www.ckpodgorza.pl         |         |
| Centrum Sztuki Współczesnej Solvay | ul. Zakopiańska 62 30-418 Kraków                 | dz. IX Łagiewniki-Borek Fałęcki | 2000             | http://solvay.ckpodgorza.pl      |         |
| Dwór Czeczów                       | ul. księdza Jerzego Popiełuszki 36 30-898 Kraków | dz. X Swoszowice                | 2007             | http://czeczow.ckpodgorza.pl     |         |
| Fort Borek (d. Klub Kliny)         | ul. Forteczna 146 30-437 Kraków                  | dz. IX Łagiewniki-Borek Fałęcki | 1984             | http://borek.ckpodgorza.pl       |         |
| Ośrodek Ruczaj                     | ul. Stanisława Rostworowskiego 13 30-358 Kraków  | dz. IX Łagiewniki-Borek Fałęcki | październik 2009 | http://ruczaj.ckpodgorza.pl      |         |
| Teatr Praska 52                    | ul. Praska 52 30-322 Kraków                      | dz. VIII Dębniki                | listopad 2014    | http://praska52.ckpodgorza.pl    |         |
| Klub Aleksandry                    | ul. Aleksandry 1 30-837 Kraków                   | dz. XII Bieżanów-Prokocim       | grudzień 2018    | http://aleksandry.ckpodgorza.pl  |         |
| Klub Iskierka                      | ul. Żywiecka 44 30-427 Kraków                    | dz. IX Łagiewniki-Borek Fałęcki | 1984             | http://iskierka.ckpodgorza.pl    |         |
| Klub Kostrze                       | ul. Dąbrowa 3 30-381 Kraków                      | dz. VIII Dębniki                | 1984             | http://kostrze.ckpodgorza.pl     |         |
| Klub Piaskownica                   | ul. Łużycka 55 30-658 Kraków                     | dz. XI Podgórze Duchackie       | 2011             | http://piaskownica.ckpodgorza.pl |         |
| Klub Przewóz                       | ul. Łutnia 1 30-799 Kraków                       | dz. XIII Podgórze               | 1984             | http://przewoz.ckpodgorza.pl     |         |
| Klub Rybitwy                       | ul. Rybitwy 61 30-722 Kraków                     | dz. XIII Podgórze               | 1984             | http://rybitwy.ckpodgorza.pl     |         |
| Klub Skotniki                      | ul. Batalionów Chłopskich 6 30-394 Kraków        | dz. VIII Dębniki                | 1984             | http://skotniki.ckpodgorza.pl    |         |
| Klub Soboniowice                   | ul. Kuryłowicza 115 30-698 Kraków                | dz. X Swoszowice                | 1984             | http://soboniowice.ckpodgorza.pl |         |
| Klub Swoszowice                    | ul. Kolejarzy 71 30-434 Kraków                   | dz. X Swoszowice                | marzec 2022      | http://swoszowice.ckpodgorza.pl  |         |
| Klub Tyniec                        | ul. Dziewiarzy 7 30-398 Kraków                   | dz. VIII Dębniki                | 1994             | http://tyniec.ckpodgorza.pl      |         |
| Klub Wola Duchacka                 | ul. Malborska 98 30-624 Kraków                   | dz. XI Podgórze Duchackie       | 1984             | http://wola.ckpodgorza.pl        |         |
| Klub Wróblowice                    | ul. Henryka Niewodniczańskiego 74 30-698 Kraków  | dz. X Swoszowice                | 1984 (1974)      | http://wroblowice.ckpodgorza.pl  |         |
| Klub Zbydniowice                   | ul. Matematyków Krakowskich 102 30-698 Kraków    | dz. X Swoszowice                | 1984             | http://zbydniowice.ckpodgorza.pl |         |